# Acireale
Acireale (szicíliaiul Jaciriali, vagy röviden Jaci, vagy Aci) egy olasz város Catania megye északkeleti részén, Szicília szigetén, Olaszországban az Etna lábánál, a Jón-tenger partján. A város az Acirealei egyházmegye székhelye is egyben, a település templomairól ismert, többek között a neogótikus stílusú Szent Péter-bazilikáról, a szicíliai barokk stílusú Szent Sebestyén-bazilikáról és a 17. századi dómról. Egy szeminárium (papnövelde) is található a városban. Ezen kívül megemlítendő az Accademia dei Dafnici e degli Zelanti, ami Szicília legrégebbi akadémiája.

## Története

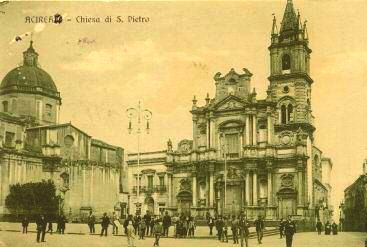
A Szent Péter és Szent Pál-templom egy korai 20. századi képeslapon

A hagyomány szerint, a város eredete Xiphonia idejébe vezet vissza, amely mára már egy teljesen eltűnt görög város volt. A római korban egy másik itteni görög város, Akisz részt vett a pun háborúkban. Ovidius Átváltozások című művében nagy szerelem volt Akisz, az Akisz folyó szelleme és Galateia, a tengerek nimfája között. Az Akisz folyó a Fiume di Jaci nevű kis patak, amely Acirealén (az ókori Akisz vagy Acium) keresztül folyik.
A középkorban a város kibővült a vár körüli résszel (ma ez Aci Castellót képezi). A bizánciak Jachiumként ismerték, az arabok az Al-Yāj (الياج) nevet adták neki, amely később Aquilia lett. 1169-ben egy hatalmas földrengés elszakította a népesség nagy részét a szárazföld felé, és elosztotta Aci számos kisebb városa között. A késő 14. században Aquilia újraalakult az északi részen, ami a mai város első magja lett. Az egyetlen máig fennmaradt középkori emléke a városnak a dóm gótikus-lombard stílusban épült kapuja.
A 16. században V. Károly német-római császár felszabadította a várost a feudális kötelékek alól, így téve azt koronatelepüléssé. A század végén a városnak már 6-7000 lakosa volt. A település legelső írásos említése 1596-ből való, amely az acirealei karneválról számolt be. A város kereskedelmi központtá vált (ez szabad piac vagy Fiera Franca tartására jogosította fel) és számos új épülettel bővült.
A települést 1693-ban egy földrengés majdnem teljesen elpusztította, ami miatt jelentősen megállt a gazdasági fejlődés. Az ezrek expedíciójában, amikor Szicília felszabadult a Nápolyi Királyság alól, Acireale volt az első város, amely fellázad a Bourbonok ellen. 1941-ben a szövetségesek lebombázták a várost, ami számos civil áldozatot követelt.

## Nevezetességek

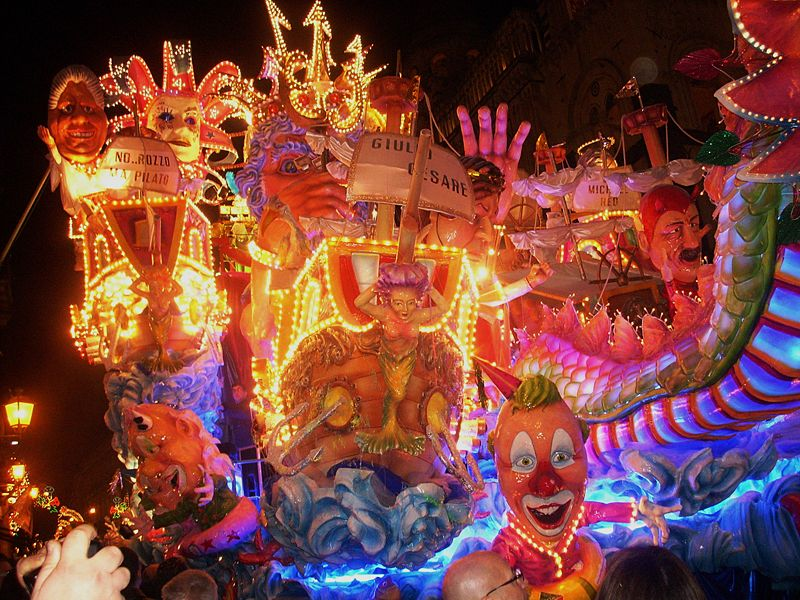
Karnevál 2008-ban

A San Biagio-templomban néhány emléket őriznek tiszteletreméltó Gabriele Allegráról, aki 1918-ban lépett be a ferences rendbe.
Más nevezetes helyek a Villa Belvedere, egy, a Jón-tengerre néző közpark és a Piazza Duomo (Dóm tér). Ennek déli része a város legrégebbi pontja sok történelmi barokk épülettel, köztük a Palazzo Pennisi és a 17. századi Palazzo Modò. A kereskedelmi városközpont az olyan szomszédos utcákban helyezkedik el, mint a Corso Umberto és a Corso Italia, amelyek a város fő útvonalát képezik.
Acireale Szicília-szerte híres jelmezes felvonulásairól és karneváljairól a farsangi időszakban, sok látogatóval.

## Testvérvárosok
- Mar del Plata, Argentína
- Viareggio, Olaszország

## Fordítás
- Ez a szócikk részben vagy egészben  az   Acireale című angol Wikipédia-szócikk ezen változatának fordításán alapul.  Az eredeti cikk szerkesztőit annak laptörténete sorolja fel. Ez a jelzés csupán a megfogalmazás eredetét és a szerzői jogokat jelzi, nem szolgál a cikkben szereplő információk forrásmegjelöléseként.